# سوارآباد علیا
سوارآباد علیا روستایی در دهستان نهرمیان بخش زالیان شهرستان شازند استان مرکزی ایران است.

## مردم
مردم این روستا لر هستند و به زبان لری سخن می گویند.

## جمعیت
بر پایه سرشماری عمومی نفوس و مسکن در سال ۱۳۹۵ جمعیت این روستا ۱۷ نفر (۵خانوار) بوده‌است.